# Paul Scherrer
Paul Hermann Scherrer (3 février 1890 - 25 septembre 1969) est un physicien suisse né le 3 février 1890 à Saint-Gall, en Suisse et mort le 25 septembre 1969 à Zurich. Il a étudié à Göttingen, en Allemagne, avant d'y devenir enseignant. Plus tard, Scherrer est devenu chef du département de physique à l'ETH Zurich.

## Biographie
Paul Scherrer est né à Saint-Gall. En 1908, il s'inscrit à l'École polytechnique fédérale suisse (plus tard connue sous le nom d'ETH Zurich), passant d'un cursus botanique à mathématiques et physique après deux semestres. En 1912, Scherrer a passé un semestre à l'Université de Königsberg, puis a entrepris d'autres études à l'Université de Göttingen, y obtenant un doctorat sur l'effet Faraday dans la molécule d'hydrogène. En 1916, alors qu'il travaillait encore sur sa thèse, lui et son tuteur, Peter Debye, développèrent la "méthode des poudres Debye-Scherrer", une procédure utilisant les rayons X pour l'analyse structurale des matériaux cristallins. Cela fut une contribution importante au développement des techniques de diffusion, qui sont encore utilisées à ce jour dans les grandes installations de l'Institut Paul Scherrer. Debye a reçu le prix Nobel de chimie pour ce travail en 1936.
Il est surtout connu pour avoir déterminé la relation inverse entre la largeur d'un pic de diffraction des rayons X et la taille des cristallites. Cet ouvrage a été publié en 1918: P. Scherrer, «Bestimmung der Grösse und der inneren Struktur von Kolloidteilchen mittels Röntgenstrahlen», Nachr. Ges. Wiss. Göttingen 26 (1918) pp 98–100.
L'ETH Zurich a nommé Scherrer au poste de professeur en physique expérimentale en 1920, à l'âge de 30 ans. En 1925, il organise la première conférence internationale des physiciens après la Première Guerre mondiale. Il est devenu directeur de l'Institut de physique de l'ETH en 1927 et a orienté sa direction vers la physique nucléaire, une branche de recherche encore naissante à ce stade. Le premier cyclotron de l'ETH Zurich a été construit sous sa direction en 1940.
Parallèlement à sa principale occupation professionnelle en tant que chercheur et dirigeant d'institution, Paul Scherrer a également servi dans diverses institutions et commissions impliquées dans la diffusion de l'énergie nucléaire en Suisse : le Conseil fédéral suisse le nomma au poste de président de la Commission Suisse d'Études à l'Énergie Atomique en 1946, et président de la Commission Suisse aux Sciences Atomiques en 1958. En outre, il a également participé à l'établissement du CERN près de Genève en 1954, et à la création de Reaktor AG pour étudier la construction et l'exploitation d'installations de fission nucléaire un an plus tard, à Würenlingen.
Ses compétences et sa clairvoyance ont conduit au développement précoce de nouvelles branches de la physique du solide, de la physique des particules et de l'électronique, ce qui apporta une contribution essentielle au standard élevé de la recherche dans les universités suisses. Lorsque Paul Scherrer fut nommé professeur émérite en 1960, après 40 ans à l'ETH Zurich, il accepta un poste d'enseignant à l'Université de Bâle. Il meurt en 1969 des suites d'un accident de cheval.

## Physique nucléaire et atomique
Dans les années 1930, Scherrer commence à se spécialiser en physique nucléaire, devient président de la Schweizerischen Studienkommission für Atomenergie (Commission Suisse d'Études à l'Énergie Atomique) en 1946 et participe à la fondation du CERN en 1954.
À partir de la fin de 1944, Scherrer se rapprocha de Moe Berg et, par l'intermédiaire de Berg, donna aux États-Unis des informations sur les avancées scientifiques allemandes et les scientifiques allemands, notamment en ce qui concerne les efforts de développement d'une arme nucléaire. Scherrer est par la suite devenu le principal partisan du développement par la Suisse de ses propres armes nucléaires grâce à l'uranium enrichi fourni par le Congo belge, un programme qui fut activement poursuivi par le gouvernement pendant 43 ans et abandonné seulement en 1988 par Arnold Koller, alors membre du Conseil fédéral suisse et chef du département militaire suisse.

## Héritage
L'Institut Paul Scherrer éponyme, basé près de Villigen dans le canton d'Argovie, a été créé le 1er janvier 1988 en fusionnant l'EIR (Eidgenössisches Institut für Reaktorforschung, Institut Fédéral de Recherche sur les Réacteurs) et le SIN (Schweizerisches Institut für Nuklearphysik, Institut Suisse de Physique Nucléaire), dont le professeur Jean-Pierre Blaser (fondateur du SIN) fut nommé le premier directeur.